# Jean Lemierre

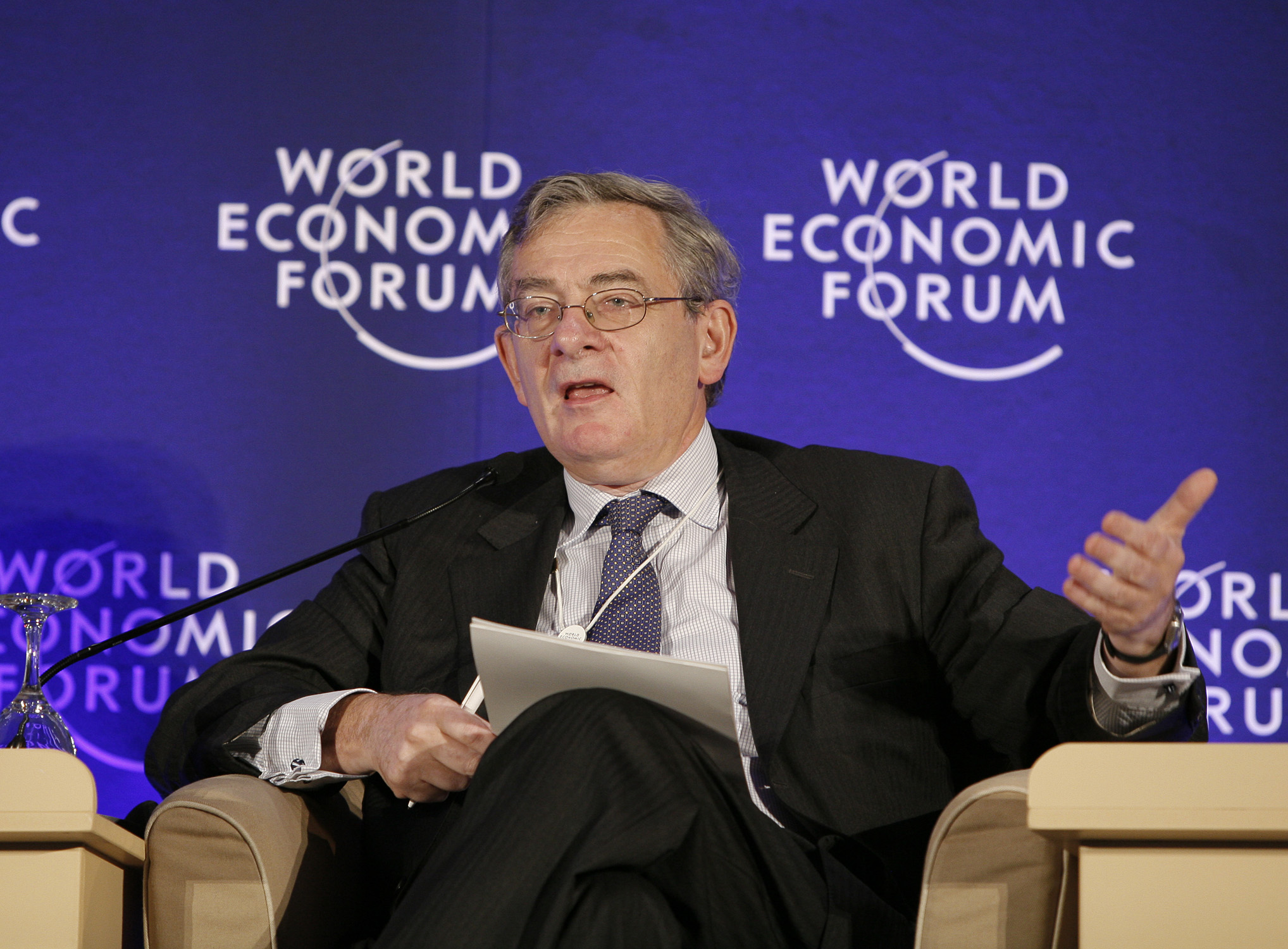
Jean Lemierre beim World Economic Forum on Europe and Central Asia in Istanbul, 2008

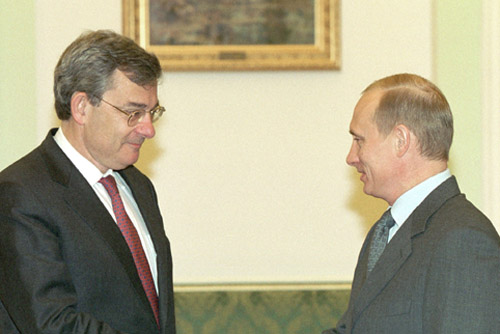
Jean Lemierre (links) mit dem russischen Präsidenten Wladimir Putin, 2001

Jean Lemierre (* 6. Juni 1950 in Sainte-Adresse, Département Seine-Maritime in der Region Haute-Normandie, Frankreich) ist Bankmanager, Ökonom und internationaler Spitzenbeamter aus Frankreich. Er war vom 3. Juli 2000 bis zum 2. Juli 2008 Präsident der Europäischen Bank für Wiederaufbau und Entwicklung.

## Akademischer Werdegang
Lemierre hat die klassische Karriere eines französischen Spitzenbeamten hinter sich. Er studierte Wirtschafts- und Rechtswissenschaften am Pariser Institut der politischen Studien (Institut d’études politiques) in Paris, bekannt auch als „Sciences Po Paris“, anschließend an der französischen Eliteakademie ENA und ging danach in den Staatsdienst.

## Beruflicher Werdegang
Von 1980 bis 1989 erklomm Lemierre die Karriereleiter in der französischen Steuerverwaltung und war von 1989 bis 1995 als Generaldirektor der französischen Steuerbehörde ihr oberster Chef. 1995 diente er kurzzeitig als Kabinettsdirektor des französischen Ministers für Wirtschaft und Finanzen Alain Madelin und seines Nachfolgers Jean Arthuis. Anschließend war er von 1995 bis 2000 Direktor des französischen Schatzamtes. Zugleich war er von 1995 bis 1998 Mitglied des Europäischen Währungsausschusses und dann bis 2000 Vorsitzender des Wirtschafts- und Finanzausschusses der EU und Präsident des Pariser Club.
Am 3. Juli 2000 trat Lemierre sein Amt als Präsident der Europäischen Bank für Wiederaufbau und Entwicklung, EBWE (engl. EBRD), an. Er folgte damit auf den späteren deutschen Bundespräsidenten Horst Köhler. Im Jahre 2003 war er kurzzeitig als Chef der Europäischen Notenbank und im März 2004 auch als möglicher Nachfolger von Horst Köhler als Chef des IWF (Managing Director) im Gespräch. Nach zwei Amtszeiten von jeweils vier Jahren trat Lemierre am 2. Juli 2008 als EBWE-Präsident zurück. Ihm folgte der deutsche SPD-Politiker Thomas Mirow nach.
Am 24. Juli 2008 gab die französische Bank BNP Paribas bekannt, dass Lemierre bei ihr zum 1. September 2008 den Posten eines „Senior Advisors“ ihres Präsidenten übernehmen wird.
Am 2. Mai 2015 wurde die französische Bank unter Führung von Jean-Laurent Bonnafé und Jean Lemierre erneut zu 140 Millionen US-Dollar durch US-Strafverfolgungsbehörden verurteilt.

## Besoldung / Vergütung
Nach einem Bericht der französischen Zeitung L’Express vom April 2008 beträgt das Gehalt des Präsidenten der EBWE 428.000 € jährlich, zuzüglich Dienstwohnung in London und Dienstwagen mit Chauffeur.